# Just a Little While
„Just a Little While” este un cântec al interpretei americane Janet Jackson. Piesa a fost compusă de Jimmy Jam și Terry Lewis și Jackson, fiind inclusă pe cel de-al optulea material discografic de studio al artistei, Damita Jo. „Just a Little While” a ocupat locul 3 în Canada și locul 6 în Spania, în restul clasamentelor obținând poziții mediocre.

## Clasamente
| Clasament                       | Poziția maximă | Referință |
| ------------------------------- | -------------- | --------- |
| Australian Singles Chart        | 20             | [ 2 ]     |
| Belgian Singles Chart (Flandra) | 44             | [ 2 ]     |
| Canadian Hot 100                | 3              | [ 3 ]     |
| Denmark Singles Chart           | 17             | [ 2 ]     |
| Dutch Mega Singles Chart        | 43             | [ 2 ]     |
| France Singles Chart            | 42             | [ 2 ]     |
| German Singles Chart            | 54             | [ 2 ]     |
| Italy Singles Chart             | 16             | [ 4 ]     |
| Romanian Top 100                | 51             | [ 5 ]     |
| Spain Singles Chart             | 6              | [ 6 ]     |
| Swiss Singles Chart             | 37             | [ 2 ]     |
| UK Singles Chart                | 15             | [ 2 ]     |
| U.S. Billboard Hot 100          | 45             | [ 3 ]     |